# Racemna zmes
V kemiji je racémna zmés ali racemát zmes, ki vsebuje enako količino levosučnega in desnosučnega enantiomera neke kiralne molekule. Prva znana racemna zmes je bila racemna kislina, za katero je Louis Pasteur ugotovil, da jo sestavljata enantiomerna izomera vinske kisline. Vzorcu z le enim od enantiomerov pravimo enantiomerno čista, enantiočista ali homokiralna spojina.

## Etimologija
Beseda racemen Izvira iz racemne kisline, ki jo najdemo v grozdju; iz lat. racemus, kar pomeni grozd.

## Nomenklatura
Racemna zmes je označena s predpono (±)- ali dl- (za sladkorje se lahko uporablja tudi predpona d/l-), ki označuje zmes enakih delov (1 ː 1) dekstro- in levo-izomerov. Uporabljajo se tudi predpona rac- (ali racem-) ali simbola RS in SR (vse v ležečem tisku).
Če razmerje ni 1 : 1 (ali ni znano), se uporabljajo predpone (+)/(−), d/l- ali d/l- (s poševnico).
Uporabo d in l močno odsvetuje IUPAC.

## Wallachovo pravilo
Wallachovo pravilo (prvič podal Otto Wallach) pravi, da so racemni kristali ponavadi gostejši od svojih kiralnih analogov. To pravilo je bilo podprto z analizo kristalografske baze podatkov.